# Microstylum cilipes
Microstylum cilipes är en tvåvingeart som beskrevs av Macquart 1838. Microstylum cilipes ingår i släktet Microstylum och familjen rovflugor.
Artens utbredningsområde är Madagaskar. Inga underarter finns listade i Catalogue of Life.